# Ністор Іон Янку
Ністор Іон Янку (Ністор Йон-Янку; анг. Ion Nistor; рум. Ion Nistor; * 17 серпня 1876, с. Біволеріє Сучавського повіту, Герцогство Буковина, Австро-Угорщина — † 11 листопада 1962, м. Бухарест, Народна Республіка Румунія) — історик Буковини і Румунії, політичний і державний діяч Австро-Угорщини і Румунії, академік Академії Наук Румунії, науковець, педагог та ректор Чернівецького університету.

## Біографія
Закінчивши Радівецький німецький ліцей (1897) та філософський факультет Чернівецького університету (1904), працював викладачем ліцеїв у Сучаві (1904—1907) й у Чернівцях (1907—1908).
Після навчання (1908—1911) в університеті Відня, а також університетах Бухареста, Мюнхена, Берліна, де Ністор відвідував заняття з історії (загальної та середньовічної), візантології, палеографії, славістики, етнології, політичної економіки в істориків Д.Ончула, Н.Йорги, А.-Д.Ксенопола, славіста К.-Й.Їрічека, економіста К.Лампрехта та ін., завершив для Відня дві роботи: докторську «Молдавські претензії на Покуття» (1910) та габілітаційну «Зовнішньоторговельні зв'язки Молдови XIV—XV ст.» (1911), що була відзначена премією АН Румунії.
1911 року став приват-доцентом кафедри південно-східної європейської історії у Віденському університеті, а з 1912 (по 1940) — професором і завідувачем такої ж кафедри в Чернівецькому університеті, в основному викладаючи історію Румунії та Буковини.
Ректор Чернівецького університету (1920-1921 , 1933—1940).
Ністор — почесний член Чеської академії (1935), учасник численних міжнародних конгресів істориків.
Розпочавши з активного членства в національних товариствах: «Junimea» («Молодь»; президент 1898—1899), Товариство румунської культури і літератури Буковини, «Румунська школа», «Румунський клуб» та ін., став членом правління Національно-ліберальної партії Румунії й постійним членом уряду.
В 1918—1919 роках був міністром румунського уряду по управлінню Буковиною з правом видачі ординацій-законів (1918—1919), заснував Демократичну партію об'єднання, з друкованим органом «Glasul Bucovinei»; закрив німецькі та українські ліцеї; запровадив румунську мову в органах управління; сприяв румунізації німецькомовного Чернівецького університету й Буковини.
Згодом Ністор був міністром — делегатом Буковини в уряді Братіану (1922—1926), беручи участь у створенні нової конституції Румунії (23 березня 1923); міністром громадських робіт (1927—1928); сенатором права (1928—1933); державним секретарем по етнічних меншинах (1933) у міністерстві праці, охорони здоров'я та соціального захисту (1935—1937); міністром праці (1937—1939) та міністром культів і мистецтв (1939—1940).
Відзначений 10-ма орденами Румунії («Зірка Румунії», Корона Румунії, Хрест, орден Фердинанда) та 4-ма орденами інших держав.
Ністор різко виступав проти комунізму, соціал-демократії та націонал-соціалізму, а згодом — проти приєднання Бессарабії й Буковини до УРСР.
Ністор не був залучений до уряду Й.Антонеску, проте залишений професором філософського факультету в Бухаресті (1940—1941).
З 1941 — на пенсії, продовжуючи бути директором колекції бібліотеки Академії Наук Румунії (1940—1945).
З утворенням Народної Республіки Румунія позбавлений членства в Академії Наук Румунії (10 червня 1948) та ув'язнений без суду в Сігеті (з 1948 року по 8 липня 1955 рік).
Помер 11 листопада 1962 року у м. Бухарест.

## Погляди
Опублікувавши документальні джерела до історії середньовічної Молдови, Ністор спочатку виступав проти теорії «історичного права», проте у час Першої світової війни став її послідовником.
У низці праць («Молдовські претензії на Покуття», Відень, 1910; «Румуни і русини на Буковині», Бухарест, 1915; «Національна боротьба на Буковині», Бухарест, 1918) Ністор доводив, що слов'янські топоніми в Молдові походять від слов'янських племен, які рухалися в 4—5 ст. на Балканський півострів; що молдовська територія ніколи не була під володінням Галицького князівства, а русинська мова офіційно не вживалася в Молдові; румуни — єдине автохтонне населення Буковини; українці на Буковині — це вигадка австрійців після 1848.
Цю антиукраїнську теорію, яку заперечували буковинські науковці Р.-Ф.Кайндль, С.Смаль-Стоцький, М.Кордуба та ін., Румунське королівство використало 1918—1919 року на Мирній конференції в Парижі для виправдання окупації української частини Буковини.

## Наукова діяльність
Іон Янку Ністор — автор понад 300 наукових праць, займався проблемами історії румунського народу від 14 до поч. 20 ст., питаннями літератури, освіти, мистецтва та культури Буковини.
Збагатив 44-томну документальну добірку братів Гурмузакі на 5 томів нових матеріалів.
Найважливіші твори:
- «Стефан Великий» (1904);
- «Зовнішні комерційні зв'язки Молдови у XIV—XVI ст.» (1911);

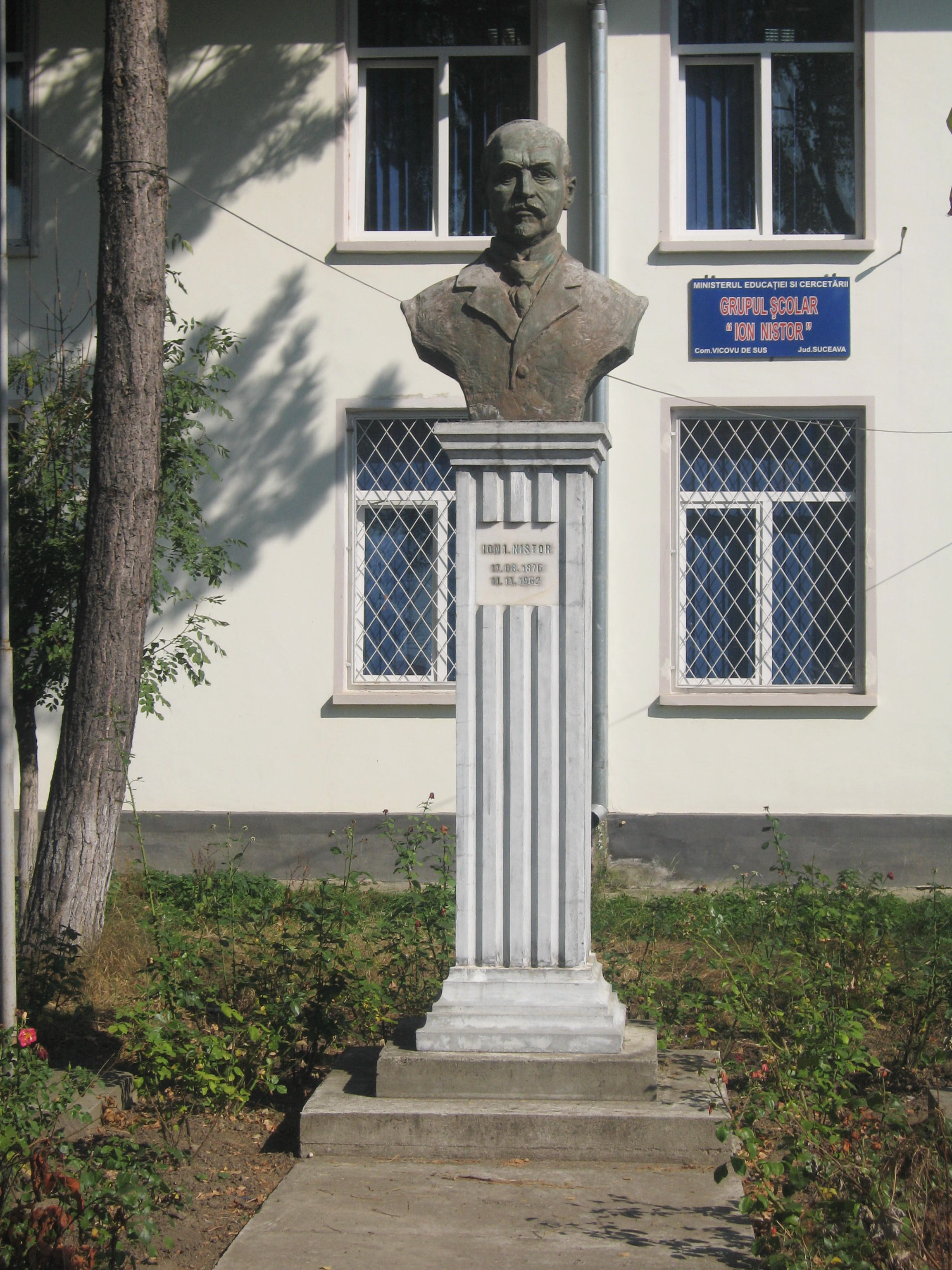
Пам'ятник Ністору на його Батьківщині (Вікову-де-Сус)

- "Румунська митниця у XV—XVI ст. (1912);
- «Погляд на історію освіти на Буковині» (1912);
- «Румуни та українці Буковини» (1915);
- "Походження назви «Буковина» (1915);
- «Румуни і русини з Буковини» (1923);
- «Чехо-словаки та румуни» (1930);
- «Історія церковного фонду Буковини» (1931);
- «Монастирі Буковини» (1931);
- «Олександр Добрий» (1932);
- «Українське питання в світлі історії» (1934);
- «Деякі спогади з часів возз'єднання» (1938);
- «Возз'єднання Буковини з Румунією» (1940);
- «Україна в дзеркалі молдавських хронік» (1942);
- «Історія Бессарабії» (1923—51);
- «Бессарабія і Буковина» (1939);
- «Історія Буковини» (1951—91, з рукопису опублікована у 1991) .